# Rayman

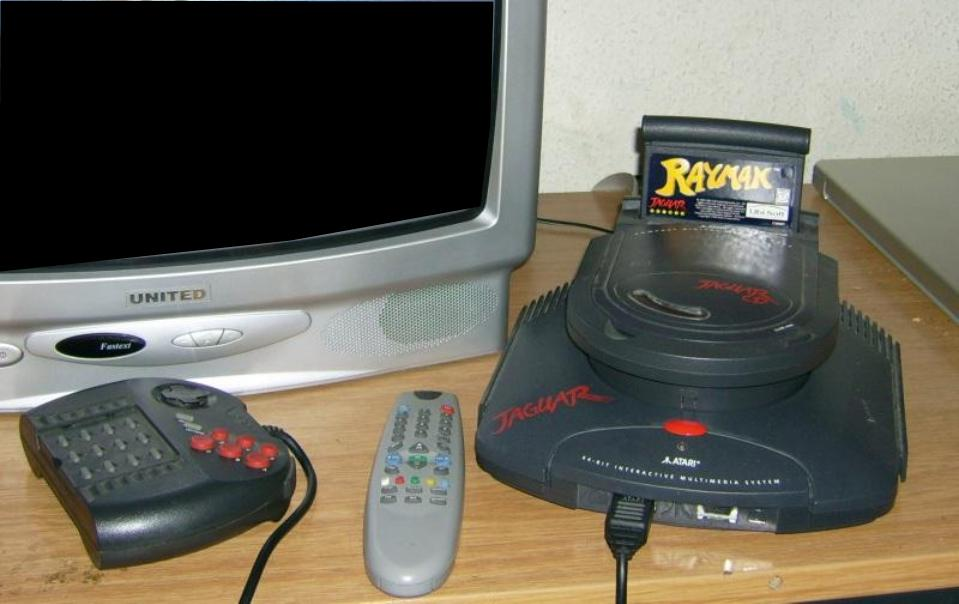
Rayman auf einem Atari Jaguar

Rayman ist eine nach ihrer Spielfigur benannte Computerspielreihe von Ubisoft. Auf den ersten Titel, einem 1995 erschienenen Jump-’n’-Run-Spiel, folgten zwei direkte Nachfolger in den Jahren 1999 und 2003. Neben der Hauptreihe erschienen Ableger in anderen Genres.
Der bislang neueste Titel ist das am 29. August 2013 für Xbox 360, Xbox One, Playstation 3, PlayStation 4, Playstation Vita, Wii U, Nintendo Switch und Windows erschienene Jump ’n’ Run Rayman Legends.

## Hauptfigur
Rayman ist der Protagonist und das Maskottchen von Ubisoft und stellt eine anthropomorphe Comicfigur ohne Arme und Beine, jedoch mit Händen und Füßen dar. Entwickelt wurde die Figur 1992 von Michel Ancel.

## Spielewelten
Es existieren zwei abstrakte Spielewelten: Raymans Zuhause und die Welt des Gottes Polokus. Diese Welten sind von verschiedenen Personen und magischen Wesen wie Feen, Tribellen und Kleinlingen bevölkert. Es gibt sowohl freundliche Wesen, die Rayman bei Kämpfen helfen und seine Kräfte aufladen, als auch Gegner wie etwa Mr. Dark.
Im ersten Teil der Serie muss Rayman Mr. Dark finden und vernichten sowie so genannte Electoons aus Käfigen befreien.

## Chronologie
Rayman-Jump-’n’-Run-Titel wurden für alle relevanten Spieleplattformen veröffentlicht, wobei die Umsetzungen mitunter stark variieren.
Im Laufe der Zeit wurde die Marke auch zu einer Franchise ausgebaut, mit diversen weiteren veröffentlichten Titeln jenseits des Jump-’n’-Run-Genres.

### Hauptreihe
- 1995 – Rayman für DOS, Atari Jaguar
portiert auf: PlayStation, Sega Saturn, Game Boy Advance (als „Rayman Advance“), Pocket PC (dort „Rayman Ultimate“), Windows, Nintendo DSi (DSiWare)
- 1999 – Rayman 2: The Great Escape für Windows, Nintendo 64, Dreamcast, PlayStation
portiert auf: PlayStation 2 (2001, als „Rayman 2: Revolution“), Nintendo DS (2005, als „Rayman DS“), iPhone und iPod Touch (auf dem iPad nur im „Kompatibilitätsmodus“) mit Apple iOS 3 bis 11 (2010), Nintendo 3DS (2011, als „Rayman 3D“)
- 2003 – Rayman 3: Hoodlum Havoc für Windows, Nintendo GameCube, PlayStation 2, Xbox
portiert auf Macintosh. Erschien neuaufgelegt für PSN und Xbox Live (März 2012)
- 2011 – Rayman Origins für Xbox 360, PlayStation 3 und Wii
portiert auf: Windows (2012, auf Steam), macOS (2013), Nintendo 3DS, PlayStation Vita
- 2013 – Rayman Legends für Xbox 360, PlayStation 3, Wii U, PlayStation Vita und Windows[1]
portiert auf: PlayStation 4, Xbox One (Februar 2014) und Nintendo Switch (März 2017)[2]

### Handheld-Reihe
Diese Varianten für portable Konsolen übernehmen Figuren und Szenarien der Hauptreihe. Inhalt und Grafik unterscheiden sich mitunter deutlich von vorher erschienenen, gleichnamigen Titeln.
- 2000 – Rayman für Game Boy Color – 2D-Jump-’n’-Run, das grob der Geschichte des 1995er-Titels folgt, aber designtechnisch und musikalisch starke Änderungen aufweist.
- 2001 – Rayman 2: The Great Escape für Game Boy Color – 2D-Jump-’n’-Run, das der Story der 3D-Teile folgt.
- 2003 – Rayman 3 für N-Gage und Game Boy Advance (unterstützt das Link-Kabel zum GameCube) – eigenständiges 2D-Jump-’n’-Run
- 2005 – Rayman: Hoodlums’ Revenge für Game Boy Advance – Jump-’n’-Run mit isometrischer Ansicht
- 2006 – Rayman Raving Rabbids für Game Boy Advance – Im Gegensatz zu den anderen Rayman-Raving-Rabbids-Portierungen handelt es sich hier um ein klassisches 2D-Jump-’n’-Run im Stil von Rayman 3 für den Game Boy Advance.
- 2010 – Rayman 2: The Great Escape für die Geräte iPhone und iPod Touch mit iOS 3 bis 11 (auf dem iPad nur im Kompatibilitätsmodus) und als Rayman DS und Rayman 3D auf den Nintendo DS und Nintendo 3DS portiert – 3D Jump-’n’-Run-Spiel
- 2016 – Rayman Classic für iOS[3] und Android

### Raving Rabbids

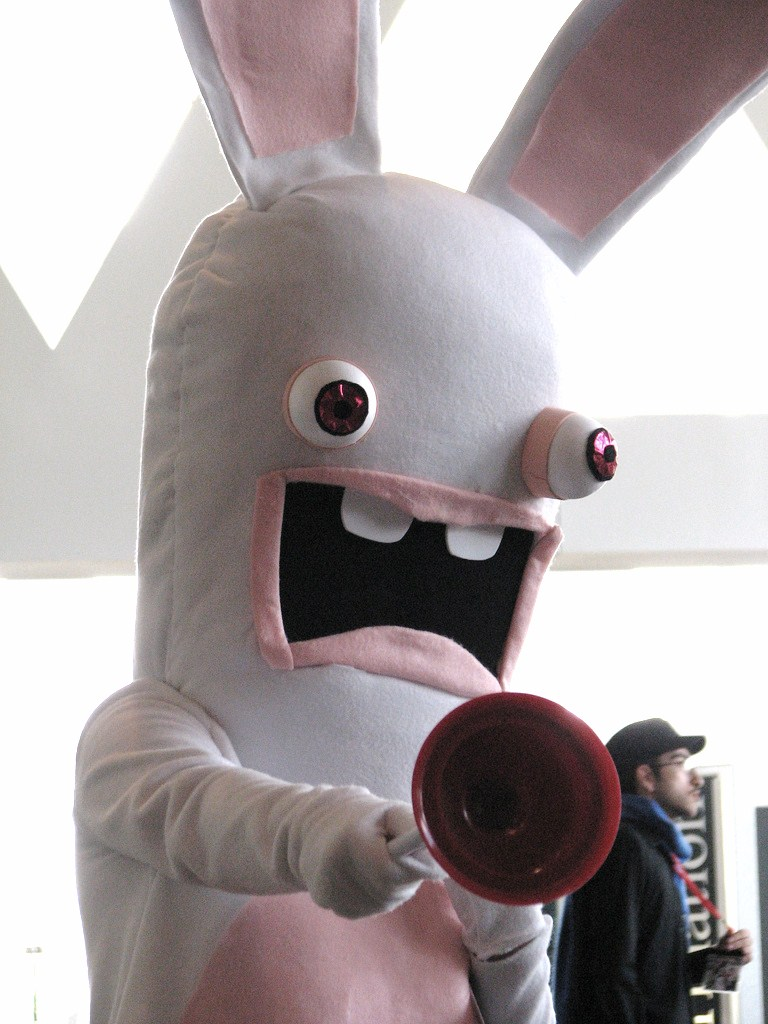
Ein Cosplayer als Rabbid mit Klopömpel

Der Ableger Rayman Raving Rabbids schlägt eine andere Richtung ein als die Hauptreihe. Anstatt eines großen Jump-’n’-Run-Spiels sind die Raving Rabbids eher Partyspiele, die aus vielen Minispielen mit einer losen Rahmenhandlung bestehen. Besonderes Merkmal ist hierbei der skurrile Humor; Rayman benutzt z. B. eine Klopömpelpistole – eine Waffe, die Klopömpel als Projektile abfeuert, um gegen die Hasen zu kämpfen. Weiterhin muss Rayman verschiedene verrückte Spiele wie Warzenschweinrennen oder Kuhweitwurf zum Vergnügen der Hasen absolvieren. Die Hasen bemerken nicht, dass sich Rayman mithilfe der Klopömpel aus seinem Gefängnis befreien kann.
- 2006 – Rayman Raving Rabbids für Wii – einer von wenigen Starttiteln für Wii, der im Hinblick auf die neuartige Steuerung mittels Wiimote konzipiert war. Es lassen sich zwar alle Minispiele auch mit mehreren Spielern spielen; die meisten spielt man aber nur nacheinander, gleichzeitiges Spiel ist nur bei wenigen Spielen möglich.

Die Umsetzungen für PlayStation 2, Xbox 360, PC, Nintendo DS, Game Boy Advance ersetzten die Bewegungssteuerung durch Tastendrücke, wodurch allerdings der Spielspaß der Wii-Version deutlich verloren geht, weswegen diese Portierungen auch nicht so erfolgreich waren.
- 2007 – Rayman Raving Rabbids 2 für Wii – portiert auf Nintendo DS. Dieses Spiel setzt einen stärkeren Schwerpunkt auf die Mehrspielerfähigkeit, verzichtete dafür aber fast komplett auf eine Rahmenhandlung.
- 2008 – Rayman Raving Rabbids TV Party für Wii – portiert auf Nintendo DS
- 2009 – Rabbids Go Home für Wii – portiert auf Nintendo DS. Dieses Spiel besteht nicht mehr aus Minispielen, sondern aus verschiedenen Levels, in denen es gilt, möglichst viel Müll zu sammeln. Die Rabbids möchten nämlich mit einem Müllberg auf den Mond kommen. In dieser Version taucht Rayman aber nicht auf.
- 2010 – Raving Rabbids: Die verrückte Zeitreise für Wii – Minispielsammlung, die exklusiv für Nintendo Wii erschienen ist.
- 2011 – Rabbids 3D für 3DS – Jump-’n’-Run-Spiel mit den Hasen für den Nintendo 3DS. Erschien am 31. März 2011.[4]
- 2011 – Raving Rabbids – Alive and Kicking für Xbox 360
- 2012 – Rabbids Rumble für Nintendo 3DS
- 2013 – Rabbids Land für Wii U

### Weitere Ableger
- 2001 – Rayman M (auch „Rayman Arena“) – Sammlung mit Multiplayer-Spielen für PC, PlayStation 2, Xbox und Nintendo GameCube
- 2002 – Rayman Rush – Sammlung mit Multiplayer-Spielen für Playstation
- 2002 – Rayman Golf – für Mobiltelefone
- 2003 – Rayman Bowling – für Mobiltelefone
- 2007 – Rayman Kart – für Mobiltelefone
- 2012 – Rayman Jungle Run – für Smartphones (iOS, Android, WP8),[5] entwickelt von Pastagames, erschienen im September 2012.
- 2013 – Rayman Fiesta Run – für Smartphones (iOS, Android, WP8) erschienen am 7. November 2013 (WP8: Februar 2014).
- 2013 – Rayman Legends Beatbox – für Smartphones (iOS, Android) und auf der Website
- 2015 – Rayman Adventures – für Smartphones (iOS, Android).
- 2019 – Rayman Mini – für Apple Arcade (iOS, tvOS, iPadOS und macOS).

## Kritiken
Die Rayman-Serie ist sehr erfolgreich und erhielt von Kritikern oft gute Bewertungen. Die PlayStation-Version verkaufte sich über zehn Millionen Mal.

## Fernsehserie
1999 erschien zum Spiel die kurzlebige britisch-kanadisch-französische Zeichentrickserie Rayman: The Animated Series unter der Regie von Laurent Jennet. Ursprünglich waren 26 Episoden ab Herbst 2000 geplant.
- Episode 1: Die Flucht / Die Lacmac-Entführung (Lac-Mac Napping)
- Episode 2: Falschparker (No Parking)
- Episode 3: Höhenangst (High Anxiety)
- Episode 4: Grubs Rendezvous / Rendezvous mit Schwierigkeiten (Big Date)

Die Produktion wurde von der Regierung von Québec gefördert. Doch wegen Geldmangel und den schlechten Drehbüchern wurde die Serie während der Erstellung der fünften, bis heute nicht veröffentlichten Episode (My Fair Lac-Mac) eingestellt. Zudem wurde die Serie nur in wenigen Ländern der Welt veröffentlicht und verbreitet, darunter in Deutschland auf VHS und in Frankreich zusätzlich auf DVD. Ein Making-of ist ebenfalls enthalten. 2003 wurden die Folgen zwei Mal auf Super RTL ausgestrahlt.